# ميك بوكس
ميك بوكس (بالإنجليزية: Mick Box)‏ هو ملحن وعازف قيثارة بريطاني، ولد في 9 يونيو 1947 في Walthamstow ‏ في المملكة المتحدة.

## وصلات خارجية
- الموقع الرسمي
- ميك بوكس على موقع IMDb (الإنجليزية)
- ميك بوكس على موقع ميوزك برينز (الإنجليزية)
- ميك بوكس على موقع أول ميوزيك (الإنجليزية)
- ميك بوكس على موقع ديسكوغز (الإنجليزية)
- ميك بوكس على موقع قاعدة بيانات الفيلم (الإنجليزية)